# Stan Efferding
Stan Efferding (* 6. November 1967 in Portland (Oregon)) ist ein US-amerikanischer Bodybuilder und Kraftdreikämpfer.

## Leben
Nachdem er die Cambria Heights High School in Patton, Pennsylvanien, abgeschlossen hatte, entschloss er sich, auf der Universität von Oregon Psychologie zu studieren.
Seit 1988 war er Wettkampfbodybuilder und wurde Mr. Oregon im Jahre 1991. Ein Jahr später erreichte er den 6. Platz beim Jr.-USA-Wettkampf.
Im Jahre 1997 hörte er für eine gewisse Zeit auf, Bodybuilding wettkampfmäßig zu betreiben und ging in die Privatwirtschaft.
2010 wurde er zu 'World's Strongest Professional Bodybuilder' gewählt.
Er ist 183 cm groß und sein Wettkampfgewicht beträgt 125 kg.

## Plätze
- 2008: NPC Emerald Cup Heavyweight 1.
- 2009: NPC Masters, Teen & Collegiate National Championship Superheavyweight and Overall 1.
- 2010: IFBB Phoenix Pro – 16.
- 2010: IFBB Orlando Europa Pro – 14.
- 2010: Mr. Olympia Worlds Strongest Pro Bodybuilder – 1.
- 2011: IFBB Flex Pro – 9.